# Sede de la Asamblea de Madrid
La sede de la Asamblea de Madrid es un complejo de dos edificios localizado en el distrito madrileño de Puente de Vallecas (barrio de Palomeras Bajas) que alberga la sede del parlamento autonómico regional de la Comunidad de Madrid.

## Historia y características

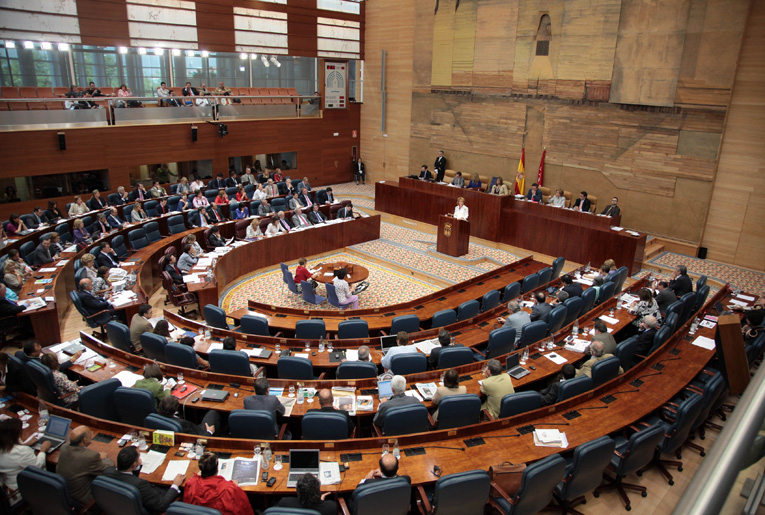
Vista del hemiciclo en 2009

El proyecto de la sede, fue impulsado por el tercer presidente de la Asamblea, Pedro Díez (IU), y se presentó en 1994 y corrió a cargo de los arquitectos Ramón Valls y Juan Blasco. Por aquel entonces, las sesiones parlamentarias tenían lugar en el Caserón de San Bernardo situado en el número 49 la calle homónima del centro de la capital. La necesidad de traslado se debía a dos razones: en primer lugar, al deseo de contar con una sede propia; y en segundo, al mal estado de la sede provisional, necesitada
urgentemente de obras de reparación. En un principio, la Asamblea iba a estar ubicada en la manzana situada entre las calles Doctor Esquerdo, O'Donnell, Máiquez y Doctor Castelo del barrio de Ibiza (distrito Retiro), donde actualmente se encuentra el pabellón de Maternidad del Hospital Universitario Gregorio Marañón. Sin embargo, el Ayuntamiento de Madrid vetó el proyecto por razones burocráticas y técnicas. Por esta razón, el entonces presidente Pedro Díez apostó por Puente de Vallecas como lugar para ubicar la sede parlamentaria ya que casi no sería necesario retocar el proyecto y se haría en unos terrenos del Instituto de la Vivienda de Madrid a un precio asequible. Además, al mismo tiempo ayudaría al equilibrio en el mapa institucional de la ciudad. Finalmente, el 7 de abril de 1995 tuvo lugar la ceremonia de la colocación de la primera piedra por parte del presidente del Parlamento madrileño, Pedro Díez. El acto se vio afectado por una manifestación de dos asociaciones de vecinos de la zona que reclamaban pisos públicos. A pesar de esto, las obras no se iniciaron hasta noviembre de ese mismo año por problemas con la calidad del terreno.
Finalmente, la sede fue inaugurada el 28 de septiembre de 1998 en una ceremonia en la que estuvo presente el entonces Príncipe de Asturias Felipe de Borbón, el presidente regional Alberto Ruiz-Gallardón y el presidente de la Asamblea Juan Van-Halen. La obra tuvo un coste de 3000 millones de pesetas. Un día después, tuvo lugar el primer pleno con la sesión inicial del debate del Estado de la Región.
El complejo, formado por dos edificios, alberga en el interior el amplio hemiciclo dónde se celebran los plenos, de alabastro y madera, de tipo francés (en forma de semicírculo) y simboliza la transparencia y la apertura del trabajo del poder legislativo a la sociedad que representa. También destaca el mural “La ciudad inacabada” de Lucio Muñoz, la cual fue la última de sus obras y no llegó a verla terminada ya que falleció antes de la inauguración de la sede. En el interior, también destaca la Galería de retratos de los Presidentes de la Asamblea y la antigua Tribuna de Oradores del Viejo Caserón de San Bernardo, además del cuadro  “Madrid desde Vallecas” del pintor Antonio López. En el exterior, destacan la torre acristalada del reloj de 33 metros de altura y una columnata de hormigón visto en el atrio exterior.
El 22 de junio de 2017, comenzaron las obras de renovación del sistema de audio, vídeo y consolas de votación del hemiciclo de y otras cuatro salas más pequeñas anejas a la cámara legislativa. Esto se hizo porque los sistema con los que entonces contaba eran de cuando se construyó la sede y estaban tecnológicamente obsoletos. Gracias al nuevo sistema los resultados de las votaciones se plasmaron en dos pantallas de grandes dimensiones, que sustituyeron a los dos paneles que no funcionaban correctamente. También aumentaron de seis a ocho el número de cámaras -una de ellas un gran angular- para cubrir bien a los grupos que ocupan los escaños. Además, en las salas de las comisiones parlamentarias, se instalaron más cámaras ya que solo había una lo que impedía una correcta retransmisión. La actividad parlamentaria regresó el 12 de septiembre pero la instalación no finalizó hasta el 21 de septiembre cuando en el hemiciclo tuvo lugar el primer día del Debate del estado de la región.